# Edificio Gildemeister
El edificio Gildemeister es un edificio construido en 1928 y ubicado en la ciudad de Lima, Perú. En su época fue considerado el primer rascacielos de la ciudad.

## Historia
El Edificio Gildemeister, de estilo art déco, fue construido entre 1927 y 1928, en el solar donde su ubicaba el edificio La Acumulativa, convirtiéndose en uno de los primeros edificios de cinco pisos de la ciudad, y el más representativo de su época. Recibe su nombre en honor a Gildemeister y Cía., una empresa azucarera alemana que operaba en la hacienda Casa Grande de La Libertad.

## Galería
|                                   |
| Edificio Gildemeister en el 2023. |

|                                                                                           |
| El edificio (al fondo a la izquierda) visto desde la Plaza Mayor de Lima. Década de 1930. |